# Varaždinska županija
Ovo je članak o suvremenoj Varaždinskoj županiji. Za njezine prethodnice vidi: Varaždinska županija (1181. – 1850.) i Varaždinska županija (1850. – 1924.).
Varaždinska županija nalazi se na sjeverozapadu Hrvatske. Sjedište joj je Varaždin.

## Zemljopis
Varaždinska županija obuhvaća kraj uz rijeku Bednju između planina Ivančice i Kalnika i rijeke Drave.

## Stanovništvo
Prema popisu stanovništva iz 2021. Varaždinska županija je imala 159.487 stanovnika. Gustoća naseljenosti bila je 126,38 stanovnika/km2.
| broj stanovnika | 87960 | 99194 | 105612 | 120397 | 131849 | 144720 | 147524 | 159767 | 174682 | 177352 | 179905 | 184380 | 187495 | 187853 | 184769 | 175951 | 159487 |
|                 | 1857. | 1869. | 1880.  | 1890.  | 1900.  | 1910.  | 1921.  | 1931.  | 1948.  | 1953.  | 1961.  | 1971.  | 1981.  | 1991.  | 2001.  | 2011.  | 2021.  |

Etnički sastav 2001. je bio sljedeći: Hrvati 97,7 %, Srbi 0.4 %, Slovenci 0,3 %, Romi 0,2 % i drugi.

## Administrativna podjela
Županija je podijeljena na 6 gradova i 22 općine.
| IvanecLepoglavaLudbregNovi MarofVaraždinVaraždinske TopliceBednjaBreznicaBreznički HumBeretinecCesticaDonja VoćaGornji KneginecJalžabetKlenovnikLjubešćica · Mali BukovecMartijanecMaruševecPetrijanecSračinecSveti Đurđ · Sveti IlijaTrnovec BartolovečkiVeliki BukovecVidovecVinicaVisokoclass=notpageimage\| Razmještaj gradskih () i općinskih središta () na zemljovidu Varaždinske županije |                                                                                          |                                                                                          | |
| Gradovi | Općine                                                                                   | Općine                                                                                   | Općine |
| - Ivanec - Lepoglava - Ludbreg - Novi Marof - Varaždin - Varaždinske Toplice | - Bednja - Breznica - Breznički Hum - Beretinec - Cestica - Donja Voća - Gornji Kneginec | - Jalžabet - Klenovnik - Ljubešćica - Mali Bukovec - Martijanec - Maruševec - Petrijanec | - Sračinec - Sveti Đurđ - Sveti Ilija - Trnovec Bartolovečki - Veliki Bukovec - Vidovec - Vinica - Visoko |

## Županijska uprava
Županijsku upravu čine župan i županijska skupština.

## Povijest
Varaždin, srednjovjekovno naselje u 12. stoljeću, pretvoreno je u slobodan kraljevski grad,  1209. godine. Sredinom 16. stoljeća,  kulturno je, političko i trgovačko središte, a od 1595. sjedište Slavonske krajine. od 1756. do 1776., Varaždin je bio glavni grad Hrvatske.

## Gospodarstvo
Tekstilna industrija, ljevaonica, prehrambena i drvna industrija.

## Kultura
Varaždin se ubraja u najljepše i najočuvanije barokne cjeline u Hrvatskoj (Stari grad, gradska vijećnica). Grad posjeduje muzej, kazalište i fakultet. U njemu se održava i glazbeni festival Varaždinske barokne večeri od 1971.

## Znamenitosti
- Varaždin: tvrđava, barokni centar, gradsko groblje
- Ludbreg: svetište Predragocjene Krvi Kristove, centrum mundi, kapelica sv. Križa, crkva Presvetog Trojstva
- Trakošćan: dvorac
- Lepoglava: pavlinski samostan, prva gimnazija u Hrvatskoj
- Varaždinske Toplice: antičko termalno kupalište, crkva sv. Martina, Stari grad, kapela sv. Duha
- Vinica: dvorac i arboretum Opeka
- Ivanec: crkva sv. Marije Magdalene
- Maruševec: dvorac
- Sračinec: crkva sv. Mihaela
- Bednja: crkva sv. Marije
- Donja Voća: Špilja Vindija, crkava sv. Martina biskupa, kapela sv. Ivana Krstitelja, kapela sv. Tome Izidora

Autohtoni prehrambeni proizvodi županije su: 
- varaždinski klipić
- varaždinsko zelje
- bučino ulje
- purek z Bednje
- zagorski baby-beef
- štrukli
- gibanica

## Također pogledajte
- Varaždinska biskupija
- Sjeverna Hrvatska

## Vanjske poveznice
- Službena stranica županije
- Stranice Agencije za razvoj Varaždinske županije  Arhivirana inačica izvorne stranice od 19. kolovoza 2006. (Wayback Machine)
- Dnevne novosti i raspored događanja iz Varaždinske županije